# Zwangsräumung
Die Zwangsräumung (auch: Räumungsvollstreckung oder Herausgabevollstreckung) ist eine Maßnahme der Zwangsvollstreckung, um die Räumung und Herausgabe einer unbeweglichen Sache zu erwirken. Sie stellt die zwangsweise Durchsetzung einer Räumungs- und Herausgabeverpflichtung mit den Machtmitteln des Staates dar.
Diese Verpflichtungen können sich etwa aus der wirksamen Beendigung eines Mietverhältnisses – etwa durch Kündigung oder Vergleich – ergeben (§ 546 BGB). Im Rahmen der Räumung hat der Mieter alle Sachen und Einrichtungen, die er eingebracht oder vom Vormieter übernommen hat, vom Grundstück oder aus den Räumen zu entfernen, soweit sie nicht vereinbarungsgemäß vom Vermieter oder Nachmieter übernommen werden. Zur Erfüllung seiner Herausgabeverpflichtung hat der Mieter weiterhin dem Vermieter oder einer von diesem bestimmten Person den unmittelbaren Besitz – in der Regel durch Übergabe der Schlüssel – einzuräumen. Erfüllt der Schuldner diese Verpflichtungen nicht freiwillig, so kann der Gläubiger diese durch die Zwangsräumung durchsetzen.
Die Herausgabevollstreckung erfolgt dadurch, dass der Gerichtsvollzieher den Schuldner aus dem Besitz setzt und den Gläubiger in den Besitz einweist (§ 885 Abs. 1 ZPO). Die Vollstreckung der Räumungsverpflichtung wird dadurch bewirkt, dass bewegliche Sachen, die nicht Gegenstand der Zwangsvollstreckung sind, von dem Gerichtsvollzieher weggeschafft, und dem Schuldner, oder wenn dieser abwesend ist, einem Bevollmächtigten des Schuldners, einem erwachsenen Familienangehörigen oder einer in der Familie beschäftigten Person übergeben oder zur Verfügung gestellt werden. Ist weder der Schuldner noch eine der bezeichneten Personen anwesend oder wird die Entgegennahme verweigert, hat der Gerichtsvollzieher die bezeichneten Sachen auf Kosten des Schuldners in die Pfandkammer zu schaffen oder anderweitig in Verwahrung zu bringen (§ 885 Abs. 2 und 3 ZPO).
Zwangsgeräumt wird ein Objekt, wie etwa ein Grundstück oder eine Wohnung; delogiert oder exmittiert wird ein Subjekt, also der Schuldner bzw. der Mieter. Der englische Ausdruck eviction umfasst auch den Wiedereintritt des Vermieters (Gläubigers) in seine ursprünglichen Rechte.

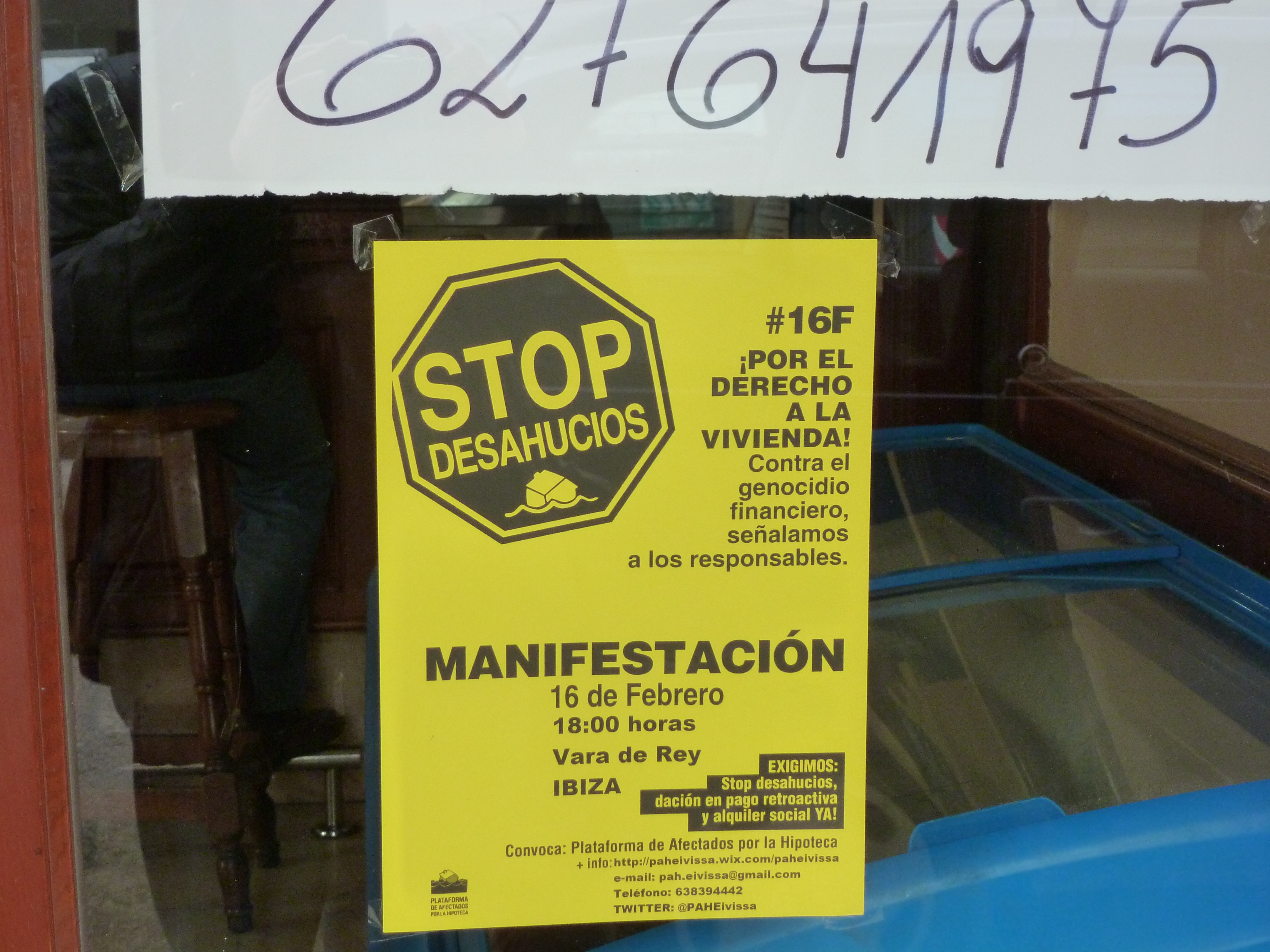
Öffentlicher Protestaufruf gegen Zwangsräumungen in Ibiza der spanischen Kampagne für zivilen Ungehorsam Stop Desahucios

## Voraussetzungen
Als allgemeine Vollstreckungsvoraussetzung bedarf es eines Vollstreckungstitels, etwa eines Räumungsurteils (§ 704 ZPO). Häufig ist die Kündigung eines Mietvertrags wegen Zahlungsverzug des Mieters mit anschließender Räumungsklage des Vermieters (§ 940a Abs. 3 ZPO), auf die der Mieter zur Räumung und Herausgabe der betreffenden Wohnung verurteilt wird. Der Räumung kann auch eine Hausbesetzung zu Grunde liegen oder die Abwicklung eines notleidenden Kredits im Wege der Zwangsversteigerung eines Grundstücks und anschließender Zwangsräumung des zahlungsunfähigen Darlehensnehmers.
Seit der Mietrechtsreform 2013 ist eine Zwangsräumung über die bereits in § 940a Abs. 1 ZPO genannten Fälle hinaus in bestimmten weiteren Fällen aufgrund einer Räumungsverfügung zulässig. Scheitert die Räumungsvollstreckung an einer dritten, dem Vermieter bis dahin unbekannten Person, die an der Wohnung ein Besitzrecht geltend macht, gegen die sich das Räumungsurteil aber nicht richtet, kann ein weiterer Titel gegen diese dritte Person schnell im Wege des einstweiligen Rechtsschutzes nach § 940a Abs. 2 ZPO erlangt werden. Außerdem darf das Gericht die Räumung durch einstweilige Verfügung anordnen, wenn der Mieter für die nach Rechtshängigkeit fällig werdenden Mietforderungen keine bestimmte Geldsumme nach § 283a ZPO hinterlegt (§ 940a Abs. 3 ZPO).
Die Räumung der Wohnung ohne Einverständnis des Mieters und ohne vorher erwirkten Räumungstitel (sog. kalte Räumung) stellt eine verbotene Eigenmacht des Vermieters und eine Verletzung des Besitzrechts des Mieters dar. Sie kann den Vermieter zur Zahlung von Schadensersatz und Schmerzensgeld an den Mieter verpflichten.
Der mit der Zwangsräumung zu beauftragende Gerichtsvollzieher hat gegebenenfalls eine dem Mieter im Räumungsurteil gewährte Räumungsfrist zu beachten (§ 721, § 751 ZPO).
Bevor er einen Räumungstermin anberaumt, macht der Gerichtsvollzieher die Durchführung des Räumungsauftrags in aller Regel von der Zahlung eines Kostenvorschusses durch den Vermieter abhängig, der die voraussichtlich entstehenden Kosten deckt (§ 4 Gerichtsvollzieherkostengesetz).
Zwischen dem Tag der Zustellung des Räumungstermins an den Schuldner (Mieter/Besitzer) und dem Räumungstermin selbst müssen wenigstens drei Wochen liegen (§ 180 Nr. 2 Abs. 2 GVGA), so dass der Schuldner gegebenenfalls noch einen Vollstreckungsschutzantrag gem. § 765a ZPO stellen und zumindest die einstweilige Einstellung der Zwangsvollstreckung bewirken kann. Dazu müsste die Zwangsräumung „unter voller Würdigung des Schutzbedürfnisses des Gläubigers wegen ganz besonderer Umstände eine Härte bedeuten, die mit den guten Sitten nicht vereinbar ist“. Bei seiner Entscheidung hat das Vollstreckungsgericht auch die Ausstrahlungswirkung der dem Schuldner in der Zwangsvollstreckung gewährleisteten Grundrechte auf Leben und körperliche Unversehrtheit aus Art. 2 Abs. 2 Satz 1 GG zu berücksichtigen.
Drohende Obdachlosigkeit des Schuldners hindert die Zwangsvollstreckung nicht. Ist jedoch zu erwarten, dass der Räumungsschuldner durch die Zwangsräumung obdachlos wird, benachrichtigt der Gerichtsvollzieher die für die Unterbringung von Obdachlosen zuständige Verwaltungsbehörde von dem Räumungstermin gem. § 130 Abs. 3 GVGA. Nimmt diese auf ihre Kosten die bisherigen Räume des Schuldners für dessen vorläufige Unterbringung in Anspruch, insbesondere nach Maßgabe des SGB II oder SGB XII durch Übernahme der Kosten der Unterkunft und Heizung, unterbleibt die Zwangsräumung (§ 181 Nr. 3 und 4 GVGA,).

## Durchführung
Da der Gerichtsvollzieher die bewegliche Habe des Schuldners gem. § 885 Abs. 2 ZPO wegzuschaffen hat, wird zur Räumung ebenfalls ein Spediteur hinzugezogen, falls die Habe des Schuldners nicht übergeben werden kann. Der Gerichtsvollzieher haftet dem Schuldner für einen ordnungsgemäßen und fachgerechten Abbau und Abtransport des Mobiliars und auch für eine entsprechende Einlagerung, auch wenn der Vermieter anbietet, Arbeitskräfte und Räumlichkeiten für eine Einlagerung des Räumungsgutes zur Verfügung zu stellen.
Die Zwangsräumung wird vom Gerichtsvollzieher auf Antrag eines Gläubigers bewirkt, wenn der Schuldner die Wohnung oder das Grundstück bis zum angesetzten Räumungstermin nicht freiwillig räumt und herausgibt. Erforderlichenfalls kann der Gerichtsvollzieher dabei unmittelbaren Zwang anwenden, also z. B. Schlösser aufbrechen und austauschen oder den Schuldner mit Unterstützung der Polizei unter Gewaltanwendung aus der Wohnung setzen (§ 758 ZPO).
Der Schuldner wird aus dem Besitz der zu räumenden Wohnung oder des zu räumenden Geschäftsraumes gesetzt, indem der Gerichtsvollzieher sämtliches Räumungsgut aus dem Räumungsobjekt entfernt und den Gläubiger in den Besitz einweist, insbesondere durch Übergabe der Schlüssel. Der Gläubiger kann somit den eingewiesenen Besitz ungehindert ausüben.
Das Räumungsgut hat der Gerichtsvollzieher für einen Monat zu verwahren. Binnen dieser Frist kann der Schuldner die pfändbaren Gegenstände gegen Erstattung der Räumungskosten herausverlangen, unpfändbare Sachen jederzeit. Nach Fristablauf wird das noch vorhandene Räumungsgut wie ein Pfand öffentlich versteigert und ein eventueller Erlös zugunsten des Gläubigers hinterlegt (§ 885 Abs. 2 bis 5 ZPO). Nicht verwertbare Sachen können vernichtet werden.

## Kosten
Die nicht unerheblichen Kosten einer Zwangsräumung wie Auslagen für eine Spedition zwecks Transport bzw. Entsorgung des Mobiliars, Anwaltskosten und die Gebühren des Gerichtsvollziehers sind zunächst vom Gläubiger vorzuschießen, fallen letztlich aber dem Schuldner zur Last (§ 788 ZPO).

## Beschränkter Vollstreckungsauftrag
Zum 1. Mai 2013 wurde die bisherige Rechtsprechung zur sog. Berliner Räumung in § 885a ZPO gesetzlich fixiert.
Bei dem unter Berufung auf das Vermieterpfandrecht beschränkten Vollstreckungsauftrag setzt der Gerichtsvollzieher (nur) den Schuldner aus und den Gläubiger in den Besitz, das kostenträchtige Wegschaffen des Räumungsgutes durch den Gerichtsvollzieher unterbleibt. Der Besitz an dem zur Beweissicherung dokumentierten Räumungsgut wird vielmehr vom Schuldner auf den Gläubiger übertragen und kann in der Wohnung verbleiben. Die Verwahrung und Verwertung ist dem Gläubiger überlassen. Letztlich kann der Gläubiger mit seinen ausstehenden mietrechtlichen Forderungen wie rückständigen Mieten bei Veräußerung des Räumungsguts gegen den Anspruch des Schuldners auf Herausgabe des Erlöses aufrechnen und dadurch den Anspruch des Schuldners auf Herausgabe des Räumungsguts teilweise zum Erlöschen bringen.